# Paul Fliche
Paul Henri Marie Thérèse André Fliche, genannt Paul Fliche, (* 8. Juni 1836 in Rambouillet; † 29. November 1908 in Nancy) war ein französischer Paläobotaniker und Botaniker. Sein offizielles botanisches Autorenkürzel lautet „Fliche“.
Er war Professor an der École forestière in Nancy und seit 1904 korrespondierendes Mitglied der Académie des Sciences.
Fliche publizierte unter anderem über fossile Pflanzen der Trias von Lothringen und über die Flora des Tertiärs in Frankreich. Aufgrund einer strengen religiösen Erziehung war er kein Anhänger der Evolutionstheorie.

## Erstbeschreibungen (valide)
- Annalepis Zeilleri n. sp., heute: Lepacyclotes zeilleri (FLICHE 1910)

Julius Schuster ordnete 1932 diese Pflanze innerhalb der Cycadaceae der von Ebenezer Emmons 1856 aufgestellten Gattung Lepacyclotes, Gregory Retallack  1997 derzeit valide als Lepacyclotes zeilleri (FLICHE 1910) der von Carl Prantl 1874 aufgestellten Ordnung Isoetales zu.

## Schriften
- Étude paléontologique sur les tufs quaternaires de Resson, 1884
- Les Naturalisations forestières en France et la paléontologie, 1897
- Flore fossile du Trias en Lorraine et en Franche-Comté. In: Bull. Soc. Sci. Nancy, 6 (3), Berger-Levrault (éditeurs), Paris – Nancy 1905, S. 1–66, Pl. I – V
- Flore fossile du Trias en Lorraine et en Franche-Comté. In: Bull. Soc. Sci. Nancy, 7 (3), Berger-Levrault (éditeurs), Paris – Nancy 1906, S. 67–166,
- Flore fossile du Trias en Lorraine et en Franche-Comté. In: Bull. Soc. Sci. Nancy, 9 (3), Paris – Nancy 1908, S. 167–221.
- Flore fossile du Trias en Lorraine et en Franche-Comté. In: Bull. Soc. Sci. Nancy, 11 (3), Paris – Nancy 1910,  S. 222–286.